# Инвентари Литвы XVII ст.
Инвентари Литвы XVII ст. (Lietuvos inventoriai XVII a.)  -  сборник документов, археографическое издание инвентарей феодальных владений Великого княжества Литовского в  XVII ст.
Подготовлен сборник К.Яблонскисом и М.Ючесом. Издан в Вильнюсе в 1962. Напечатано 115 инвентарей за период  1603—1700 гг. из Центрального государственного исторического архива Литвы, рукописных отделений библиотеки Вильнюсского государственного университета и Центральной библиотеки АН Литвы.
Документы освещают хозяйственное положение частных имений на территории современных Литвы и Беларуси. В частности, опубликованы инвентари имений Ошмянского повета:  Камаи, 1611; Геранёны—Субботники, 1619; Желово, 1645; Воляново, 1674; Брудники, 1696. 
Инвентари напечатаны на языке оригиналов (белорусском и польском). Издание снабжено указателями вещей и географических названий.

## Полное название
- Lietuvos inventoriai XVII a. Dokumentų rinkinys/ Sudarė K. Jablonskis ir M. Jučas. - Vilnus,1962. - 461 s.